# Radio Centraal (Antwerpen)
Radio Centraal vzw is een Antwerps lokaal, niet-commercieel, onafhankelijk en vrij radiostation. Het begon uit te zenden op 31 oktober 1980. Momenteel zendt Radio Centraal uit op 106.7 FM. De studio's zijn gelegen in de oude binnenstad vlak bij de Antwerpse Grote Markt en Het Steen. Buiten het eigen zendgebied op de FM-band is de radio ook wereldwijd via de website streaming èn in de provincie Antwerpen via DAB+ te beluisteren.
De zender zendt geen reclame uit, en drijft in plaats daarvan op maandelijkse solidariteitsbijdragen van de zowat 150 vrijwillige medewerkers/programmamakers.
In de programmatie krijgt specifiek alles een kans wat elders niet aan bod komt. Daardoor zijn veel programma's hoog-gespecialiseerd in bijvoorbeeld één bepaald muziek-genre. Ook poëzie, film, satire, cultuur en de actualiteit komen aan bod.